# Alcibiade Béique
Alcibiade Béique (* 20. Oktober 1856 in Saint-Jean-Baptiste-de-Rouville, Québec; † 20. Juni 1896 in Montréal) war ein kanadischer Organist und Musikpädagoge.
Béique war Schüler von Romain-Octave Pelletier und studierte dann am Konservatorium von Liège. Nach Reisen durch Italien, Frankreich und England lebte er ab 1880 in den USA. 1885 kehrte er nach Kanada zurück und wirkte als Lehrer und von 1886 bis 1891 als Organist an der Kathedrale von Saint-Hyacinthe.
1891 wurde er als Nachfolger von Jean-Baptiste Labelle Organist an der Basilika Notre-Dame de Montréal. Béique wurde ebenso als Orgelvirtuose wie als Begleiter und Improvisator bekannt. Daneben unterrichtete er Orgel, Klavier und Harmonielehre an der Académie de musique du Québec. Zu seinen Schülern zählte der Komponist und Organist Amédée Tremblay.